# 静岡県医師信用組合
静岡県医師信用組合（しずおかけんいししんようくみあい）は、静岡県静岡市葵区に本店を置く、県内で唯一の信用組合。
静岡県内の医師や医療機関を対象とした職域信用組合である。

## 沿革
- 1968年7月 - 設立。
- 1971年11月 - 県医師会館新築落成に伴い移転（静岡市鷹匠3丁目6番3号）。
- 2018年1月 - 静岡県医師会館建替に伴い、静岡市駿河区南町に店舗を移転。
- 2020年5月 - 静岡県医師会館竣工に伴い、静岡市葵区鷹匠に店舗を移転。